# Teangue
Teangue (Schots-Gaelisch: An Teanga) is een vissersdorp in de Schotse lieutenancy Ross and Cromarty in het raadsgebied Highland op het eiland Skye.
Ten westen van het dorp bevindt zich Knock Castle